# Pain in My Heart
Pain in My Heart is het debuutalbum uit 1964 van de Amerikaanse Soulartiest Otis Redding. Het is de voorloper van The Great Otis Redding Sings Soul Ballads. 
Het album bevat naast enkele covers ook vier door Redding geschreven nummers. Van Pain in My Heart werden tussen 1962 en 1963 4 singles uitgebracht: "These Arms of Mine", "That's What My Heart Needs", "Security" en de titelsong "Pain in My Heart".

## Tracks
1. "Pain in My Heart" - 2:22 - (Naomi Neville)
2. "The Dog" - 2:30 - (Rufus Thomas)
3. "Stand by Me" - 2:45 - (Ben E. King)
4. "Hey Hey Baby" - 2:15 - (Otis Redding)
5. "You Send Me" - 3:10 - (Sam Cooke)
6. "I Need Your Lovin'" - 2:45 - (Don Gardner)
7. "These Arms of Mine" - 2:30 - (Otis Redding)
8. "Louie Louie" - 2:05 - (Richard Berry)
9. "Something is Worrying Me" - 2:25 - (Otis Redding)
10. "Security" - 2:30 - (Otis Redding)
11. "That's What My Heart Needs" - 2:35 - (William Bell)
12. "Lucille" - 2:25 - (Little Richard)